# Marvin Benítez
Marvin Benítez (San Miguel, 14 agosto 1974) è un ex calciatore salvadoregno, di ruolo difensore.

## Carriera

### Nazionale
Ha debuttato in Nazionale il 6 marzo 2001, nell'amichevole Guatemala-El Salvador (1-1). Ha partecipato, con la Nazionale, alla CONCACAF Gold Cup 2002. Ha collezionato in totale, con la maglia della Nazionale, 14 presenze.